# 13918 Tsukinada
13918 Tsukinada è un asteroide della fascia principale. Scoperto nel 1984, presenta un'orbita caratterizzata da un semiasse maggiore pari a 2,6199026 UA e da un'eccentricità di 0,2176333, inclinata di 10,18027° rispetto all'eclittica.